# Monroe (Michigan)
Monroe è un comune degli Stati Uniti d'America, situato nello Stato del Michigan, nella contea di Monroe, della quale è il capoluogo.